# مايكل غرين
مايكل غرين (بالإنجليزية: Michael Green)‏‏ (20 أغسطس 1930 - 6 فبراير 2019 في أكسفورد) عالم عقيدة، وكاهن أنجليكاني من المملكة المتحدة.